# 天启 (纪录片)
《天启》（Apocalypse），又名《二次大战启示录》，是2009年由法国制作的详细讲述第二次世界大战始末的纪录片。这部纪录片以歐美的觀點详尽地介绍和讲述第二次世界大战，并配有许多珍贵的影像资料，让观众深入地了解第二次世界大战这段历史。2012年，中国中央电视台购买该片的全部版权并译制。该片于2012年5月28日在魅力纪录栏目播出。

## 介绍
这部纪录片以时间顺序和空间顺序叙述二战的始末，并分6集，每集50分钟。在其中，影像资料大多来自刚刚被公开的最高机密文档、战地记者和业余摄影人士。影片提供了大量人物的见解和观点，这些人物包括当时的平民，士兵以及影响时局的政治人物（如丘吉尔、希特勒、罗斯福、斯大林等）。这些给观众以强烈的主观感受，并让观众深刻体会战争的残酷。

## 影片分集
- 第一集：震撼·闪电战
- 第二集：溃败·耻辱的溃败
- 第三集：震撼·兵临莫斯科
- 第四集：烈火·燃烧的世界
- 第五集：绞索·宿命难逃
- 第六集：炼狱·苍鹰落败